# Скирофории
Скирофории (др.-греч. Σκιροφορια) — афинский праздник, который праздновался в 12 день месяца скирофориона.
Скирофории праздновались в честь Афины Скирады (др.-греч. Σκιραδα). Праздник стал называться так от местного обычая: торжественной процессии из Акрополя в местечко Скирон, находящимся на пути из Афин в Элевсин, где по преданию впервые в Аттике было распахано и засеяно поле. По преданию здесь жрицы Афины и жрецы Посейдона — Эрехтея и Гелиоса — прогуливались под большим белым зонтом (др.-греч. σκιρον), символизировавшим защиту посевов от солнцепёка. Участники процессии носили шкуру барана (диоскодий), которого принесли в жертву Зевсу Милостивому (др.-греч. Μειλιχιος) для умиротворения божественного гнева и предотвращения вреда засеянным полям от солнечных лучей.